# Mitterfirmiansreut
Mitterfirmiansreut (lidový název Mitterdorf) je součástí obce Philippsreut v zemském okrese Freyung-Grafenau v Bavorsku.

## Poloha
Mitterfirmiansreut leží na severním svahu hory Almberg (1139 m n. m.) v nadmořské výšce 1037 metrů, což z něj činí nejvýše položenou vesnici v Bavorském lese a jednu z nejvýše položených v Německu. Je vzdálen asi tři kilometry severozápadně od Philippsreutu a asi tři kilometry východně od Mauthu na státní silnici 2130.

## Historie
Ves založil v roce 1764 kníže biskup Leopold Ernst von Firmian. V roce 1964 byl východně od vsi postaven první lyžařský vlek s dieselovým pohonem. Postavením výtahu u kostela v roce 1965 se ze vsi stalo středisko zimních sportů. V roce 1967 byl postaven 1200 metrů dlouhý „Große Almberglift“, v roce 1971 „Almwiesenlift“. V roce 1970 byl otevřen první velký turistický podnik a další následovaly. Pro napájení zasněžovacího systému místního střediska zimních sportů bylo v roce 2010 vybudováno jezero Almbergsee.